# Conguaco
Conguaco è un comune del Guatemala facente parte del dipartimento di Jutiapa.